# 何曜日に生まれたの
『何曜日に生まれたの』（なんようびにうまれたの）は、2023年8月6日から10月8日まで、テレビ朝日系列で毎週日曜22時 - 22時54分に全9話が放送された、朝日放送テレビ制作のテレビドラマ。

## 概要
前クールより新設された、朝日放送テレビ制作の連続ドラマ枠の第2弾であると同時に、、前番組『日曜の夜ぐらいは…』と同様に原作の存在しないオリジナル作品として制作されている。脚本には地上波での連続ドラマは5年ぶりとなる野島伸司を、主演には飯豊まりえをそれぞれ起用。
野島は本作品の執筆に当たり、コロナ禍の特殊な世界で、青春時代に行動規制を掛けられてキラキラとした生活が送れなかった若者たちのことを書いてみたいと思ったのが端緒であると語っており、飯豊の演じる引きこもりの女の子が社会復帰するというぼんやりとしたテーマを据えつつも、同時にサスペンスやラブストーリーなどの要素も内包した、野島自身でさえ「カテゴリーで言うと「何だろう？」みたいな感覚」「誰を視点に据えて見るかで全然違ってくる」と評する、一筋縄ではいかない作品となっている。
他方で、視聴率の面ではこうしたカテゴリー不定な部分ゆえか大きな話題を呼ぶには至らず、全話平均視聴率も前番組を1.4ポイント下回る3.3%を記録。2023年7月クールに放送された連続ドラマの中でワースト1位を記録する格好となった。

## あらすじ
高校時代、オートバイ事故をきっかけに引きこもりになった黒目すい。ある日、売れない漫画家であるすいの父・丈治は、人気ライトノベル作家・公文竜炎とのコラボ漫画を描くことになる。そして、その主人公のモデルに指名されたのがすいであった。
この依頼を受けることにしたすいは、高校の同窓会をきっかけに、元サッカー部の旧友たちと再会する。そして、10年前の事故の真相が明らかになっていく…

## キャスト

### 主要人物
黒目すい（くろめ すい）〈27〉
演 - 飯豊まりえ
引きこもり歴10年の20代女子。高校時代のある事件をきっかけに、ひきこもりになる。
公文竜炎（くもん りゅうえん） / 三島公平（みしま こうへい）
演 - 溝端淳平
顔出しNGの超売れっ子小説家。すいの社会復帰を物語にしようと画策する。本名は三島公平。
来栖久美（くるす くみ）
演 - シシド・カフカ
出版社の毒舌編集長。公文と丈治のコラボを提案する。シングルマザーで息子がいる。
黒目丈治（くろめ じょうじ）
演 - 陣内孝則
すいの父親。娘思いな父親で、ひきこもりになってしまった娘のすいを支えてきた。職業は漫画家だが、ヒット作がない。生活苦から娘を題材にする仕事を受け入れる。すいの母親とは離婚している。

### すいの同級生
谷津東高校サッカー部（2011 - 2013年度）
江田悠馬（えだ ゆうま）
演 - 井上祐貴
元サッカー部のエースストライカー。すいと10年ぶりに運命的な再会を果たす。マネージャーだったすいに想いを寄せていた。
現在は広告代理店「正報堂」の営業マン。
雨宮純平（あまみや じゅんぺい）
演 - YU
元サッカー部のエースMF。高校時代にすいを乗せたバイクで事故を起こし、その後遺症で右脚を引き摺っている。
現在は親が社長を務める老舗化粧品会社「ソバエ化粧品」の常務。
江田瑞貴（えだ みずき）
演 - 若月佑美
すいのマネージャー仲間。高校時代はすいの大親友だった。
2年前に悠馬と結婚しており、アパレルの店長をしている。
橋爪リリ子（はしづめ リリこ）
演 - 片山友希
すいのマネージャー仲間。孤独を愛する謎の女。自他共に認める純平のストーカー。
現在は純平が重役を務める化粧品会社の秘書課勤務。
城崎健人（しろさき けんと）
演 - 濱正悟
元サッカー部のキャプテン。皆から愛されている人物。
親が営んでいたバイク修理工場を引き継いでいる。

#### その他 谷津東高校サッカー部
コーチ
演 - 岩永ひひお
- 池田光輝
- 有村
- 山神敏也
- 御立田有史
- 平井誠人
- 大貫浩一
- 髙橋璃央
- 吉開一生

### その他
来栖芽衣（くるす めい）
演 - 早見あかり
久美の妹。フリーのカメラマン。公文と奇妙な同居生活を送る。
来栖隼太（くるす はやた）
演 - 岩川晴
久美の息子。
アガサ / 三島蕾（みしま つぼみ）
演 - 白石聖（幼少期：川端夏奈）（第6話 - 最終話）
オレンジの髪の謎の美女。公文竜炎の代表作『死にたがる彼女を1000回救う』のヒロインと同じ名前を持つ。実は三島公平の実の妹。中学から不登校になり、母親とその再婚相手を包丁で刺し、医療少年院へ送られ、その後も自傷行為を繰り返し、現在は病院に収容されている。

### ゲスト

#### 第1話
上田
演 - エル上田
消費期限切れが迫った弁当に値引きのシールを貼るスーパーの店員。
女性
演 - 白河芹
谷津東高校同窓会2次会のカラオケパーティ会場から抜け出す江田に「江田君、まだ帰っちゃダメよ」と声をかける。

#### 第3話
編集者
演 - 富樫慧士
来栖久美の新人部下。
桑原
演 - 植木紀世彦
広告代理店「正報堂」の江田の上司。

#### 第4話
倉持
演 - 岡雅史（第6話 - 最終話）
雨宮純平の運転手。
西田
演 - 関本昇平
瑞貴が働くアパレル店のオーナー。
受付
演 - 竹内カンナ
「ソバエ化粧品」の受付嬢。

#### 第5話
バーテンダー
演 - 冬野心央（最終話）
雨宮純平と公文竜炎が会っていたバーのバーテン。

#### 第8話
ファン
演 - 山之内すず（最終話）
黒目丈治×公文竜炎の単行本刊行記念のサイン会にアガサのコスプレで現れ、「どうして、私を、書くの?」と問いかけながら公文をナイフで刺そうとする。
医師
演 - 佐藤太助（最終話）
アガサ（三島蕾）の担当医。
編集部 後輩
演 - 堀丞（最終話）
来栖久美の後輩雑誌編集部員。
怒鳴る母親とその息子
演 - 堤千穂、土屋陽翔
公文の目の前で母親が大声で子供を叱りつけたため、公文がパニック発作を起こしそうになる。

## スタッフ
- 企画・プロデュース - 清水一幸[1]
- 脚本 - 野島伸司[1]
- 音楽 - 福廣秀一朗[2]
- 主題歌 - The Hollies「Bus Stop」[2]
- 演出 - 大塚恭司、岩本仁志、松原浩[2]
- プロデューサー - 南雄大、松原浩、柴田裕基、難波利昭[2]
- 制作プロデューサー - 奈良井正巳[2]
- 協力 - AX-ON
- 制作協力 - ABCリブラ
- 制作著作 - 朝日放送テレビ

## 放送日程
- 8月27日は『2023年FIBAバスケットボール・ワールドカップ 1次ラウンド  日本 ×  フィンランド』中継（21時10分 - 22時54分）のため休止。
- 第5話は『ポツンと一軒家2時間SP』放送のため、60分繰り下げ（23時 - 23時54分）の上放送。

| 放送回                                                                      | 放送日   | サブタイトル                       | 演出     | 視聴率 |
| --------------------------------------------------------------------------- | -------- | ---------------------------------- | -------- | ------ |
| 1                                                                           | 08月06日 | 死にたがる彼女を1000回救う         | 大塚恭司 | 4.2%   |
| 2                                                                           | 08月13日 | カリスマの美しい彼は               | 大塚恭司 | 2.6%   |
| 3                                                                           | 08月20日 | 匂わせ彼女は大親友                 | 岩本仁志 |        |
| 4                                                                           | 09月03日 | サイコパスな彼女の恋は             | 岩本仁志 |        |
| 5                                                                           | 09月10日 | 優しい人が傷つく世界線             | 松原浩   | 2.9%   |
| 6                                                                           | 09月17日 | オレンジウィッグの堕天使           | 松原浩   | 3.4%   |
| 7                                                                           | 09月24日 | 1人女子焼肉3連打からの衝撃         | 岩本仁志 | 3.6%   |
| 8                                                                           | 10月01日 | 単行本1巻記念握手会の日            | 岩本仁志 |        |
| 9                                                                           | 10月08日 | レインボーパワーは世界を救えるのか | 松原浩   |        |
| 平均視聴率 3.3%（視聴率はビデオリサーチ調べ、関東地区・世帯・リアルタイム） |          |                                    |          |        |

## 受賞・評価
- MIPCOM BUYERS' AWARD for Japanese Drama 2023 ノミネート
- 放送批評懇談会 ギャラクシー賞
  - 2023年10月度月間賞
  - 第61回ギャラクシー奨励賞

## スピンオフドラマ
『10年前の放課後』と題し、「私のこと、どう思ってる？」編と「拳と拳の戦い」編がTVerとABEMAにて配信。
10年前の高校時代が舞台で、本編ドラマでは回想シーンはモノクロで映されているが、スピンオフでは全編カラーで描かれている。

### キャスト（スピンオフドラマ）
- 早瀬瑞貴[注 1] - 若月佑美[30] #1
- 江田純平 - 井上祐貴[30] #1#2
- 城崎健人 - 濱正悟[30] #1#2
- 雨宮純平 - YU[30] #2
- 橋爪リリ子 - 片山友希[30] #2
- ファミレス店員 - 野口真緒 #2[31]

### スタッフ（スピンオフドラマ）
- 脚本 - 國吉咲貴[32]
- 音楽 - 福廣秀一朗
- 演出 - 柴田裕基
- 企画・プロデュース - 清水一幸
- 制作著作 - 朝日放送テレビ